# Бак
Бак (от руски: бак, взето от холандски: bakboord) се нарича издигнатата предна част на кораб или палубата на носовата надстройка на кораба.
На палубата на бака (или под нея) на съвременните кораби се разполага котвеното устройство и швартовите устройства (шпилове).
Английският термин е forecastle (предна крепост). През Средновековието в предната част на военните кораби са изграждали издигнати платформи за стрелците. По аналогичен начин надстройката в задната част на кораба се е наричала aftcastle. На ветроходните кораби задната настройка се нарича ют (пак от руски, заето от холандски: hut). Задната надстройка е била значително по-голяма. На ветроходните кораби за бак се считала частта на палубата от носа до фокмачтата.
Основното предназначение на баковата надстройка е в увеличаване на височината на борда в носовата част на кораба, което е важно за осигуряване на добра мореходност, защита на горната палуба от заливане с морска вода при насрещна вълна и увеличаване на непотопяемостта на съда.
В началото на 20-ти век в удължения бак на товарните съдове са били разполагани товарните туиндекове, а на пътническите кораби – каюти за екипажа и пасажерите. Днес тази конструкция почти не се използва.
При някои големи съвременни кораби височината на борда е достатъчна за защита от вълните, поради което бакова надстройка не се прави.

## Етимология
Съгласно цитирания по-горе „Етимологичен речник на руския език“ от М.Фасмер, думата бак е заета в руския военен флот от холандски език по времето на император Петър I. Пак там се дава обяснение, че на холандски backboord означава страната на кораба, намираща се зад гърба на рулевия (в оригинал: „сторона, находящаяся за спиной рулевого“). На холандски bakboord се превежда като „ляв борд“ и според нидерландската и германската Уикипедии, така се е наричал бордът, който е оставал зад гърба на рулевия. В миналото, на малки плавателни съдове (особено при викингите) рулевият е стоял на десния борд близо до кърмата и оттам с дълго гребло е управлявал. Когато е държал греблото с две ръце, е бил обърнат с лице към десния борд и с гръб към левия. От там и названието на холандски bakboord и на немски Backbord за ляв борд. Няма данни рулевият в миналото да е бил обърнат с гръб към носа на кораба (посоката на движение). Не е ясно защо в руския език названието за предна част на кораба се е преплело с названието за ляв борд при холандците и германците.

## Варианти
Надстройката над горната палуба в носовата част на съда се нарича полубак. Удълженият полубак може да заема до 2/3 от дължината на съда.